# Veljko Miladinović
Veljko Miladinović, jugoslovenski general, * 22. april 1921, † 28. avgust 1997.

## Življenjepis
Med vojno je bil politični komisar več enot. Po vojni je bil med drugim glavni urednik Narodne armije.